# Ubrizsya oxycocci
Ubrizsya oxycocci är en svampart som beskrevs av Negru & R. Sandor 1965. Ubrizsya oxycocci ingår i släktet Ubrizsya, divisionen sporsäcksvampar och riket svampar.   Inga underarter finns listade i Catalogue of Life.